# Duc de Madrid
El ducat de Madrid és el títol d'incògnit (i d'assenyalament) que va adoptar Carlos María de Borbó com a pretendent carlista al Tron d'Espanya. El títol, de forma reivindicativa, feia referència a la capital d'Espanya.
En el context d'una sèrie de mesures destinades a reorganitzar el Partit Carlí, Carles VII va convocar als seus partidaris a una reunió que s'havia de celebrar a Londres el 20 de juliol de 1868. Entre les qüestions que tenien previst tractar es trobava l'elecció del títol que assumiria el reclamant una vegada que el seu pare renunciés definitivament als seus drets dinàstics, fet que finalment passaria el 3 d'octubre del mateix any.
Encara que al principi es va pensar en el títol de «comte de Madrid», es va entendre que això podia ser vist com una simple imitació de la forma d'actuar del pretendent orleanista a la Corona francesa qui havia adoptat el títol de «comte de París». Per això es va decidir canviar el comtat per un ducat, quedant Carles VII com «duc de Madrid». El mateix 3 d'octubre Carlos VII comunicaria als seus consellers una Reial Resolució, en la qual anunciava la seva decisió d'emprar aquest títol.
Després de la mort de Carles VII en 1909, el títol seria usat pel seu fill Jaume III i després de la mort del darrer, deixà d'ésser utilitzat durant més de 30 anys.
El 8 de febrer de 1964 Xavier de Borbó i Parma, que l'utilitzava des del 4 de novembre de 1963, transferiria aquest títol al seu fill Carles Hug amb motiu del seu enllaç matrimonial amb la princesa Irene dels Països Baixos.
El 28 de setembre de 2003 Carles Hug al seu torn l'hi va transferir al seu fill Carles Xavier, en el context d'un acte legitimista celebrat a Arbonne.